# Vierzehenschildkröte
|  | Dieser Artikel wurde aufgrund von formalen oder inhaltlichen Mängeln in der Qualitätssicherung Biologie zur Verbesserung eingetragen. Dies geschieht, um die Qualität der Biologie-Artikel auf ein akzeptables Niveau zu bringen. Bitte hilf mit, diesen Artikel zu verbessern! Artikel, die nicht signifikant verbessert werden, können gegebenenfalls gelöscht werden. Lies dazu auch die näheren Informationen in den Mindestanforderungen an Biologie-Artikel. |

Die Vierzehenschildkröte (Testudo horsfieldii, Syn.: Agrionemys horsfieldii), auch Steppenschildkröte oder Russische Landschildkröte genannt, ist eine Art der Familie der Landschildkröten. Bis 1966 wurde diese Schildkröte ausschließlich in die Gattung Testudo gestellt, während die Zuordnung zu der monotypischen Gattung Agrionemys später zunehmend akzeptiert wurde. Die Schildkrötenart ist in Russland und Zentralasien verbreitet und wurde erstmals 1844 von John Edward Gray wissenschaftlich beschrieben.

## Erscheinungsbild
Charakteristisch für die Vierzehenschildkröte ist der ovale bis kreisrunde Rückenpanzer, der insgesamt deutlich flacher ist als bei allen anderen Testudo-Arten. Die Färbung reicht von gelblich über oliv bis braun oder ocker mit verschieden großen dunklen Flecken. Sehr alte Tiere können fast schwarz (Afghanistan), aber auch fast zeichnungslos gelbbraun sein. Die Weichteile sind gelb bis braun manchmal sogar leicht grünlich, der Schwanzschild ungeteilt und an den kräftigen Vorderbeinen befinden sich, im Gegensatz zu den anderen Testudo-Arten, grundsätzlich nur vier Zehen, die sehr kräftige Krallen tragen. Der Schwanz endet beim Männchen mit einem kleinen Hornnagel. Die Art erreicht eine Größe von 15 cm (Männchen) bis etwa 25 cm, sehr selten 28 cm Körperlänge (Weibchen) und wiegt dann etwa zwischen einem halben und zwei Kilogramm. Bei Männchen ist der Bauchpanzer zudem konkav geformt, außerdem haben diese einen längeren und dickeren Schwanz.

## Verbreitung und Lebensraum
Die Tiere besiedeln in fünf Unterarten die Region östlich des Kaspischen Meeres über Kasachstan, Usbekistan, Tadschikistan, Turkmenistan und südwärts bis Ost-Iran, Nord-Afghanistan, Pakistan und West-Belutschistan bis hinein in das westliche China. Dem Hauptverbreitungsgebiet nach handelt es sich um eine asiatische Art. Es gibt jedoch ein Vorkommen südlich von Samara, womit dies die am nördlichsten vorkommende Testudine wäre.
Die Vierzehenschildkröte heißt auch Steppenschildkröte, denn sie bewohnt ausgesprochen aride, teilweise steinige Landstriche wie auch Lehmsteppen. Aber auch Steppenbereiche in der Umgebung von Oasen sowie grasige Flächen in der Nähe von Quellen und Fließgewässern. Ein dritter Name – nämlich Russische Landschildkröte – ist immer noch geläufig, da die Hauptexportländer Kasachstan und Usbekistan über einen langen Zeitraum Teil des Russischen Reiches und dann der Sowjetunion waren. Von den Siebziger- und Achtzigerjahren bis heute wurden und werden die Tiere in großen Mengen eingesammelt und exportiert.

## Lebensweise

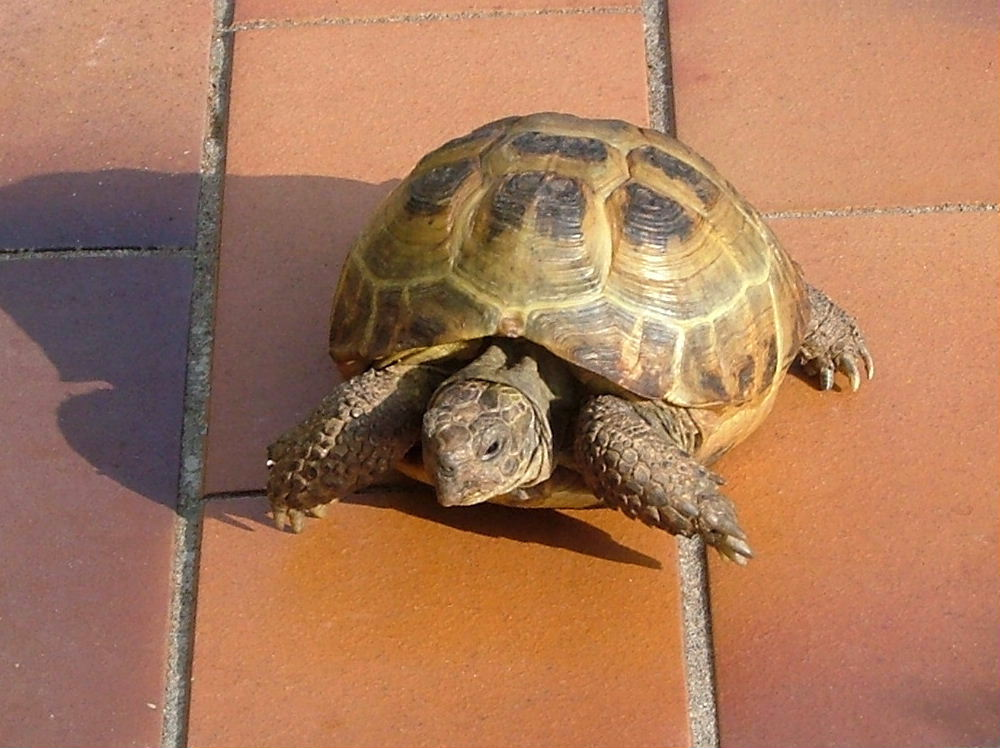

Die kräftigen Krallen an den starken Vorderbeinen und der flache Panzer ermöglichen der Vierzehenschildkröte das Graben bis zu vier Meter langer Gänge, die wiederholt genutzt werden. Nachts, bei großer Hitze, während der Sommer- und der Winterruhe zieht sie sich in diese zurück, da sie Sicherheit vor Fressfeinden  bieten und die Temperaturen in der Erde relativ konstant bleiben. Oft sieht man sie morgens bei ungewissem Wetter abwartend am Höhleneingang sitzen. Im Verbreitungsgebiet herrscht sommerheißes und trockenes sowie winterfeuchtes und eiskaltes Kontinentalklima vor. Dieses ist gekennzeichnet durch große tägliche und jahreszeitliche Temperaturschwankungen bis zu 40 °C, wobei Regenfälle den Hochsommer über oft völlig ausbleiben. Diese Umstände verlangen den Tieren in ihren kargen Lebensräumen eine enorm große Anpassungsfähigkeit ab.
Die Winterruhe dauert bis Mitte oder Ende März und damit bis zu 6 Monate. So hart und kalt die Winter sind, so schnell und übergangslos bricht die warme Jahreszeit mit einer anfangs ausgiebigen Pflanzenfülle herein. Nur drei bis fünf Monate stehen diesen Schildkröten zur Verfügung um zu fressen, zu wachsen und sich zu vermehren. Mit der schon im Frühsommer zunehmenden Hitze und der beginnenden Trockenheit wird die Futtersuche tagsüber immer schwerer, so dass die Morgen- und Abendstunden dafür genutzt werden müssen. Im Hochsommer ist es in vielen Lebensräumen so heiß und trocken, dass sich die Tiere wegen Futtermangels und der Hitze zu einer ein- bis zweimonatigen Sommerruhe zurückziehen und, wenn überhaupt, erst im September wieder erscheinen. Den kurzen Zeitraum bis zur Winterruhe nutzen sie nochmals zur ausgiebigen Futtersuche, bis sie sich Mitte bis Ende Oktober aufgrund der nächtlichen, oft sehr kräftigen Minustemperaturen wieder in die Winterruhe begeben.
In freier Natur werden zum Teil enorm große Reviere besiedelt. 10 Hektar für ein Männchen und bis zu 30 Hektar für ein Weibchen sind üblich. Die Schildkröten begegnen sich deshalb nur selten. Gerade diese Umstände machen die Steppenschildkröte aber zu einer stark spezialisierten Art, die mit der üblichen Haltungsweise einer europäischen Landschildkrötenart auf Dauer nicht zurechtkommt.

## Fortpflanzung

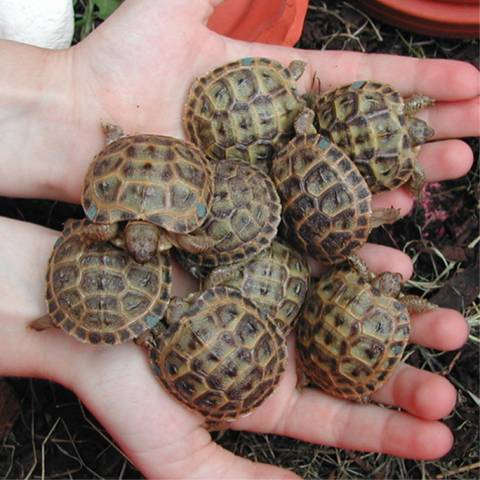
Agrionemys horsfieldii, DNZ 2005

Wann immer ein Männchen ein Weibchen erblickt, nähert es sich werbend dem Weibchen. Mit weit ausgestrecktem Hals und auf- und abnickendem Kopf umrundet der potenzielle Paarungspartner seine Auserkorene. Schließlich beißt er sie in die Vorderbeine, um sie zum Stillhalten zu zwingen. Die Männchen besitzen in der Regel einen viel längeren Schwanz mit einem hornigen Schwanznagel, der bei zu häufigen Paarungsversuchen beim Weibchen schwere Verletzungen in der Kloakenregion verursachen kann. Während der Kopulation nimmt das Männchen eine fast senkrechte Position hinter dem Weibchen ein. Gleichzeitig öffnet das Männchen das Maul, die rote fleischige Zunge wird sichtbar, und es stößt piepsende Laute aus. Die Weibchen legen etwa zwei bis vier Wochen nach der Paarung erstaunlich große Eier ab, in der Regel 2–5 (bis zu maximal 9) Stück. In der Form sind diese länglich-oval, etwa 35–40 Millimeter lang und etwa 15–20 g schwer. Die fast runden Jungtiere schlüpfen bei künstlicher Bebrütung der Eier bei 28–32 °C nach sechzig bis maximal 100 Tagen. Eine einzige erfolgreiche Paarung genügt, um die Eier für mehrere Gelege zu befruchten. Deshalb und wegen der enormen, fast schon lästigen Paarungslust der Männchen ist es sinnvoll, in menschlicher Obhut Männchen und Weibchen außerhalb der eigentlichen Paarungszeit voneinander getrennt zu halten, um eine stressfreie Haltung sicherzustellen.

## Haltung
Die extrem kargen natürlichen Lebensverhältnisse sind in den Tieren so stark verankert, dass sie auch in menschlicher Obhut alles an Futter nützen, was sie erlangen können. Deshalb neigen sie besonders stark zu Adipositas. Das kann so weit gehen, dass die Weichteile aus dem Panzer hervorquellen und sie letztendlich an Leberverfettung sterben. Sie fressen auch noch bei relativ niedrigen Temperaturen. Vor allem im Frühjahr ist ihr Appetit enorm groß. Die Hauptnahrung muss deshalb eine kontrollierte Menge einer ausgewogenen Mischung aus stark rohfaserreichen Wildkräutern und daraus hergestelltem Heu sein. Das Futterangebot sollte, dem natürlichen Lebensraum entsprechend, dem Sommer zu immer geringer und rohfaserreicher werden. Auf Salat sollte man nur in Ausnahmefällen zurückgreifen (zu ballaststoff-, vitamin- und mineralstoffarm, zu eiweißreich). Bei der Auswahl der Futterpflanzen kommt es ganz besonders auf einen hohen Rohfaseranteil über 20 Prozent und einen recht niedrigen Protein-Anteil unter 10 Prozent an. Obst und Gemüse gehören nicht auf den Speiseplan. Zusätzlich sind die Tiere auf eine ausreichende Kalzium-Versorgung angewiesen. In freier Natur geschieht dies über mineralhaltigen Boden, Knochen oder Schneckenhäuser. In menschlicher Obhut sollten Sepiaschulp oder abgekochte Eierschalen separat zum Benagen angeboten werden, was auch den Hornschnabel in der richtigen Form hält.

## Schutzstatus und Gefährdung
Seit 1975 untersteht diese Art dem Washingtoner Artenschutzabkommen, wo sie in Anhang II gelistet wurde. Die EU-Artenschutzverordnung listet die Art in Anhang B. Daraus folgt, dass sie nur als Nachzucht und nur mit einem Herkunftsnachweis den Besitzer wechseln darf, in dem ausgewiesen ist, wo und wann die Schildkröte nachgezüchtet wurde. Weiterhin sind die Tiere innerhalb der EU bei der örtlich zuständigen Artenschutzbehörde meldepflichtig (= kostenlos).
Von der IUCN wird die Vierzehenschildkröte als „gefährdet“ (VU, vulnerable) eingestuft.

## Bilder

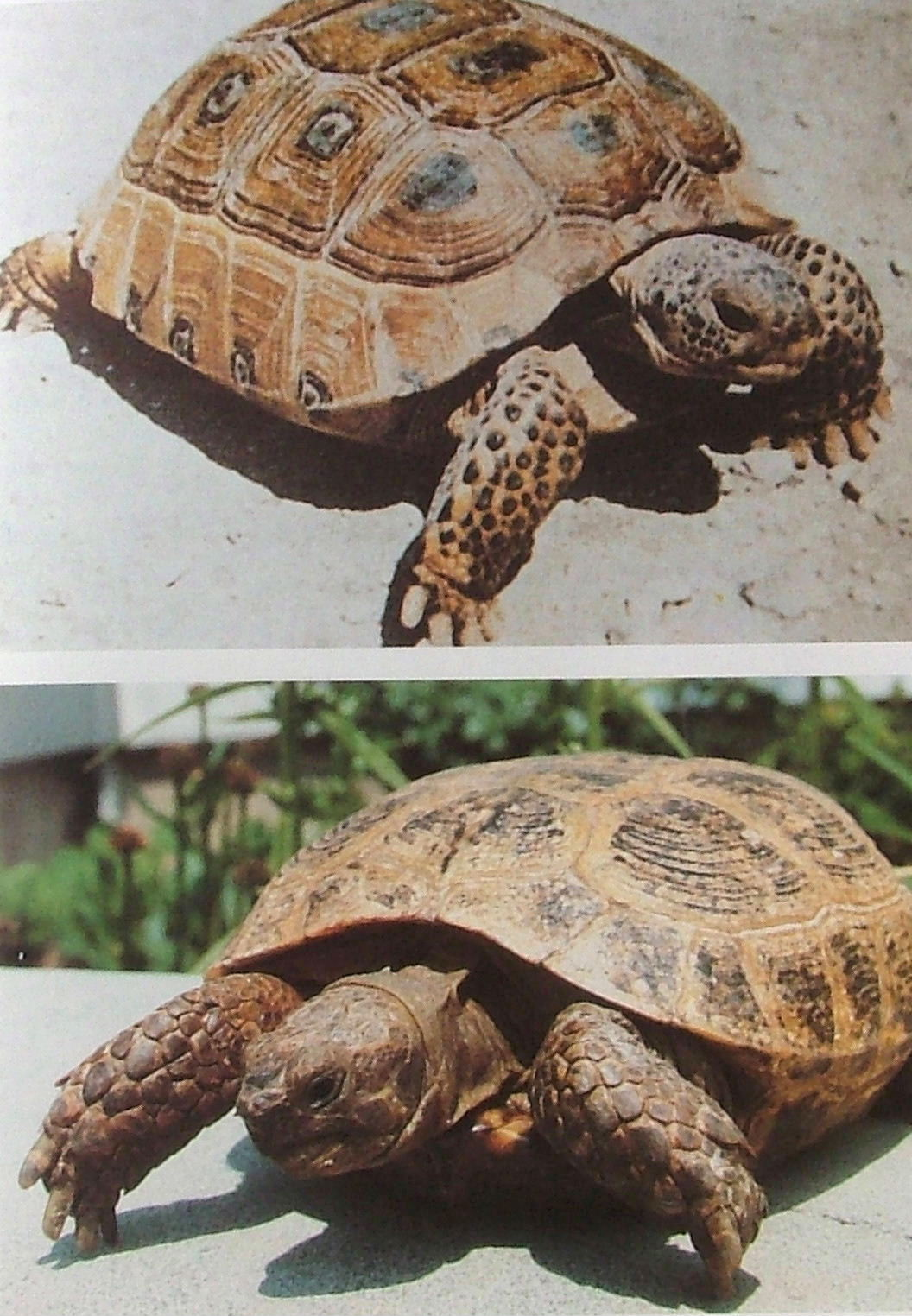
Ein Fall von Konvergenz. Gopherus flavomarginata (oben) und Testudo horsfieldii (unten). Beide besitzen die flachen Panzer und die kräftigen Arme
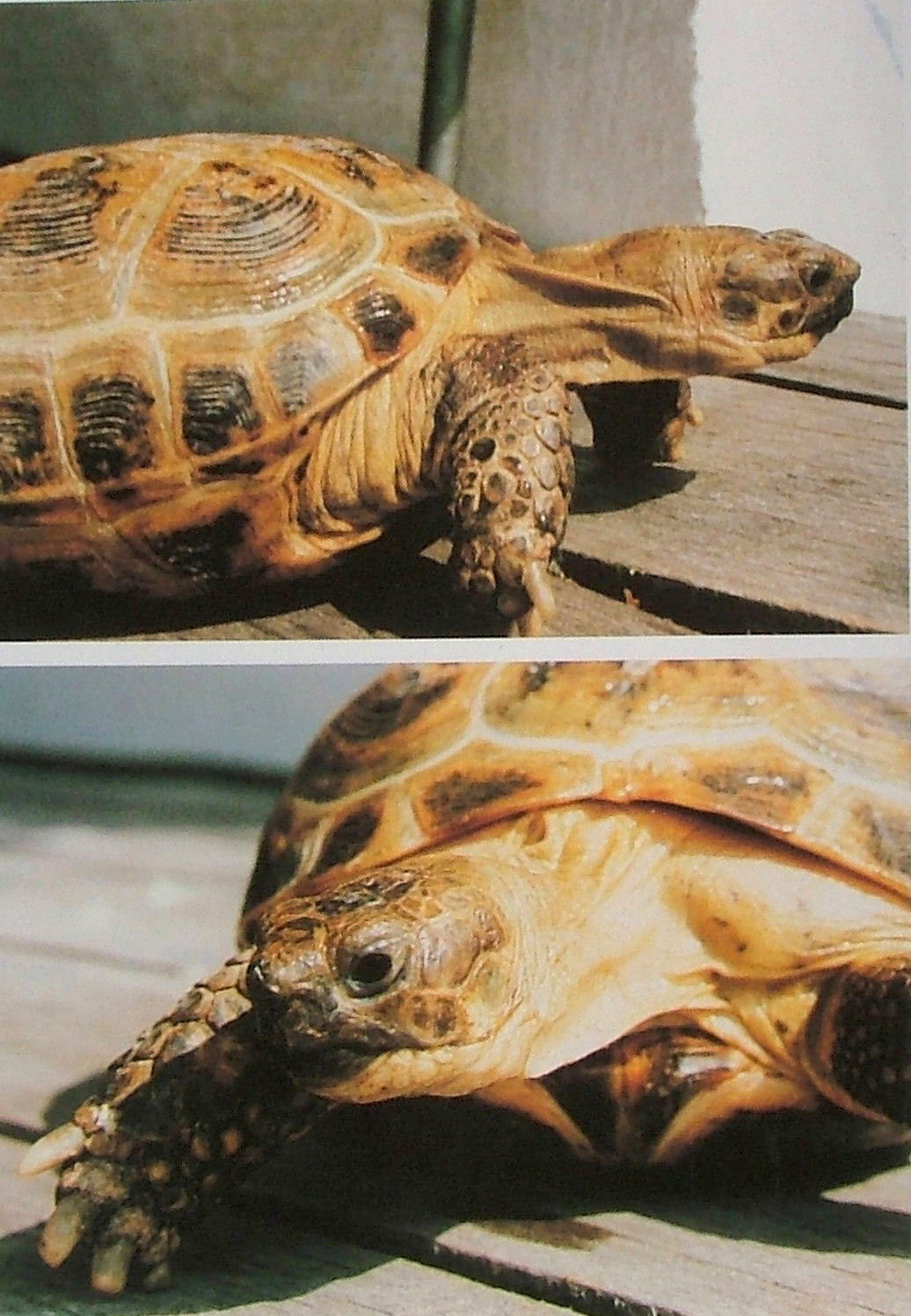
Die knappen Panzer erleichtern das Graben im Erdreich. Dadurch sind die Weichteile besonders gut sichtbar.
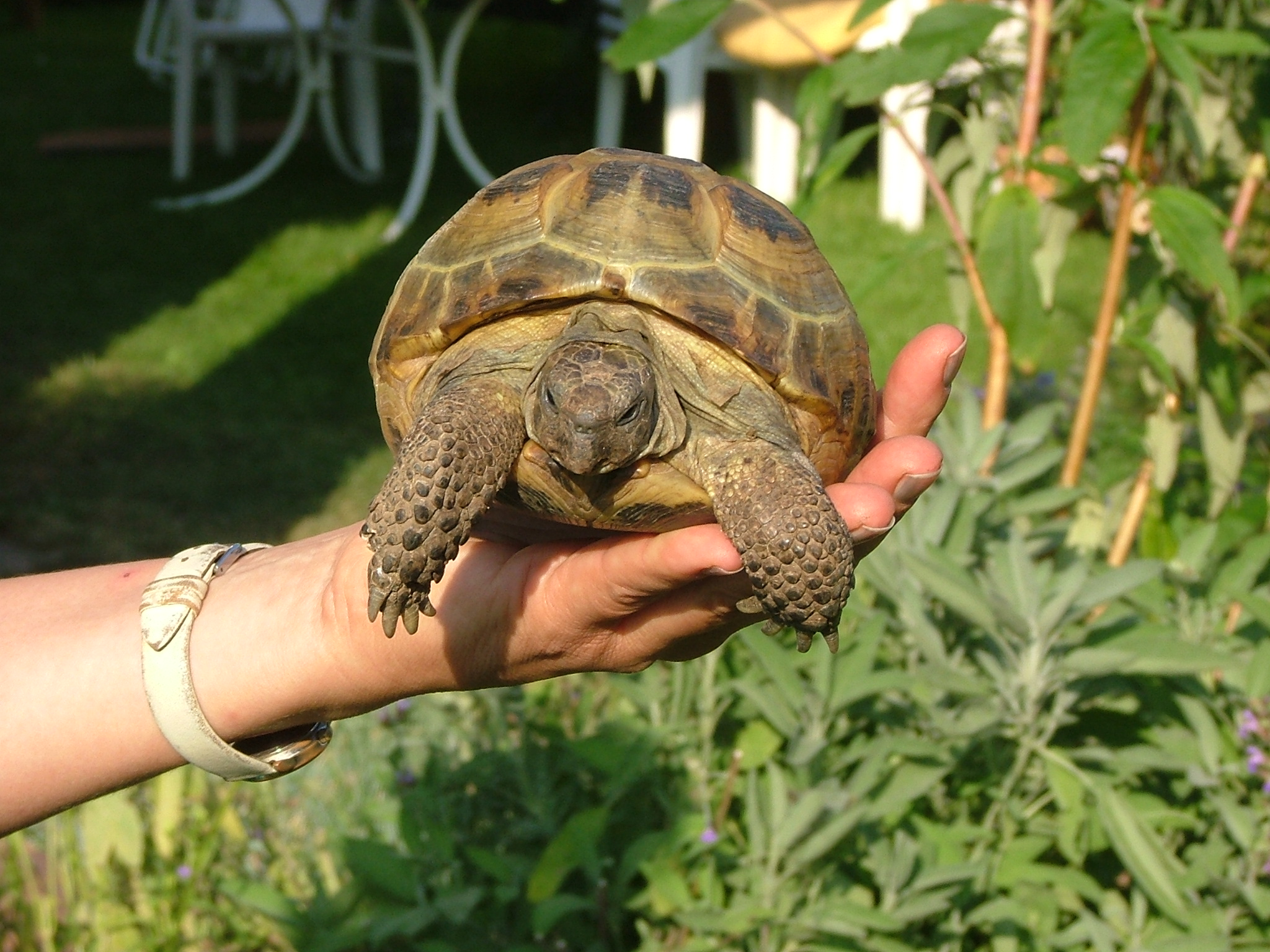
Vier kräftige Zehen
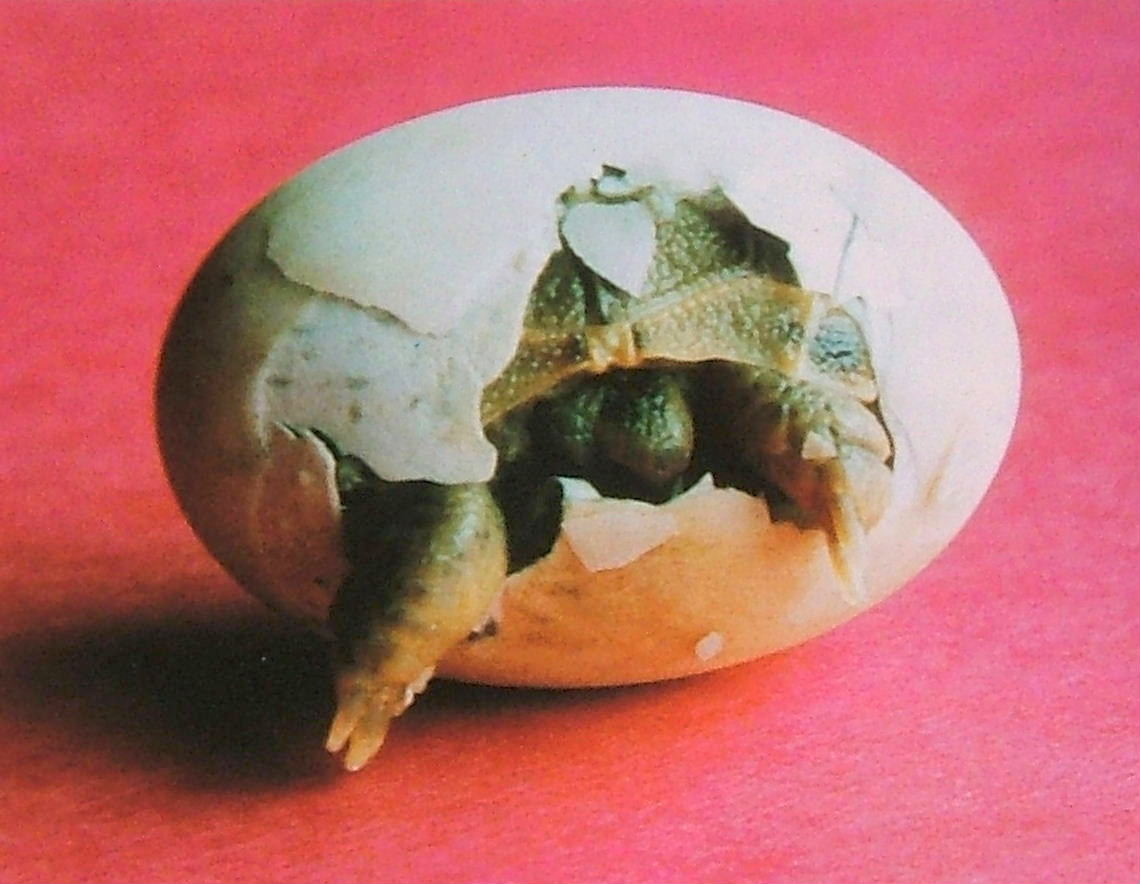
Nicht an den Polen, sondern in der Mitte durchbrechen die Jungtiere das Ei
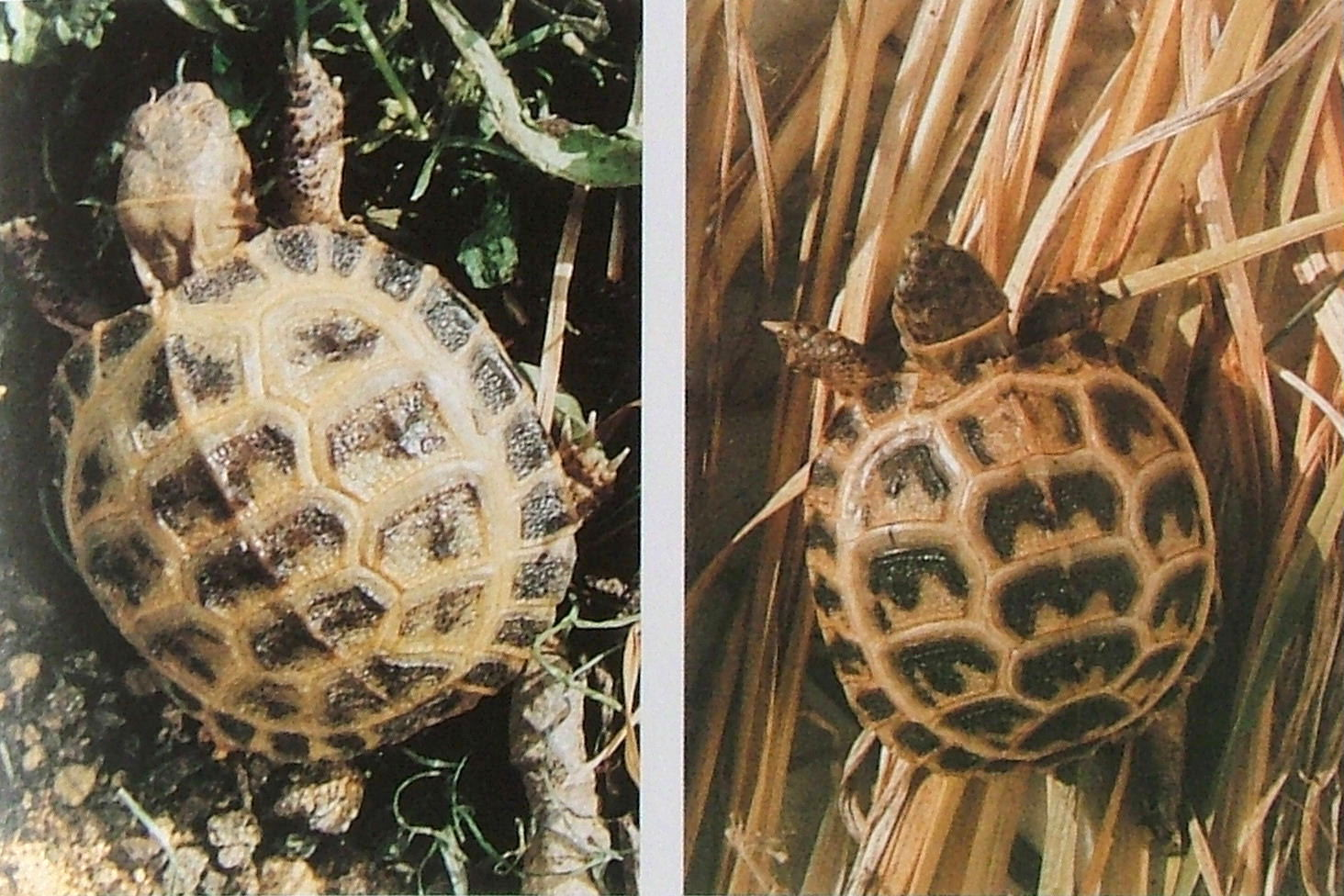
Jungtiere: Ein deutlicher Mittelkiel auf dem Rückenpanzer erinnert an das Aussehen früherer Vorfahren
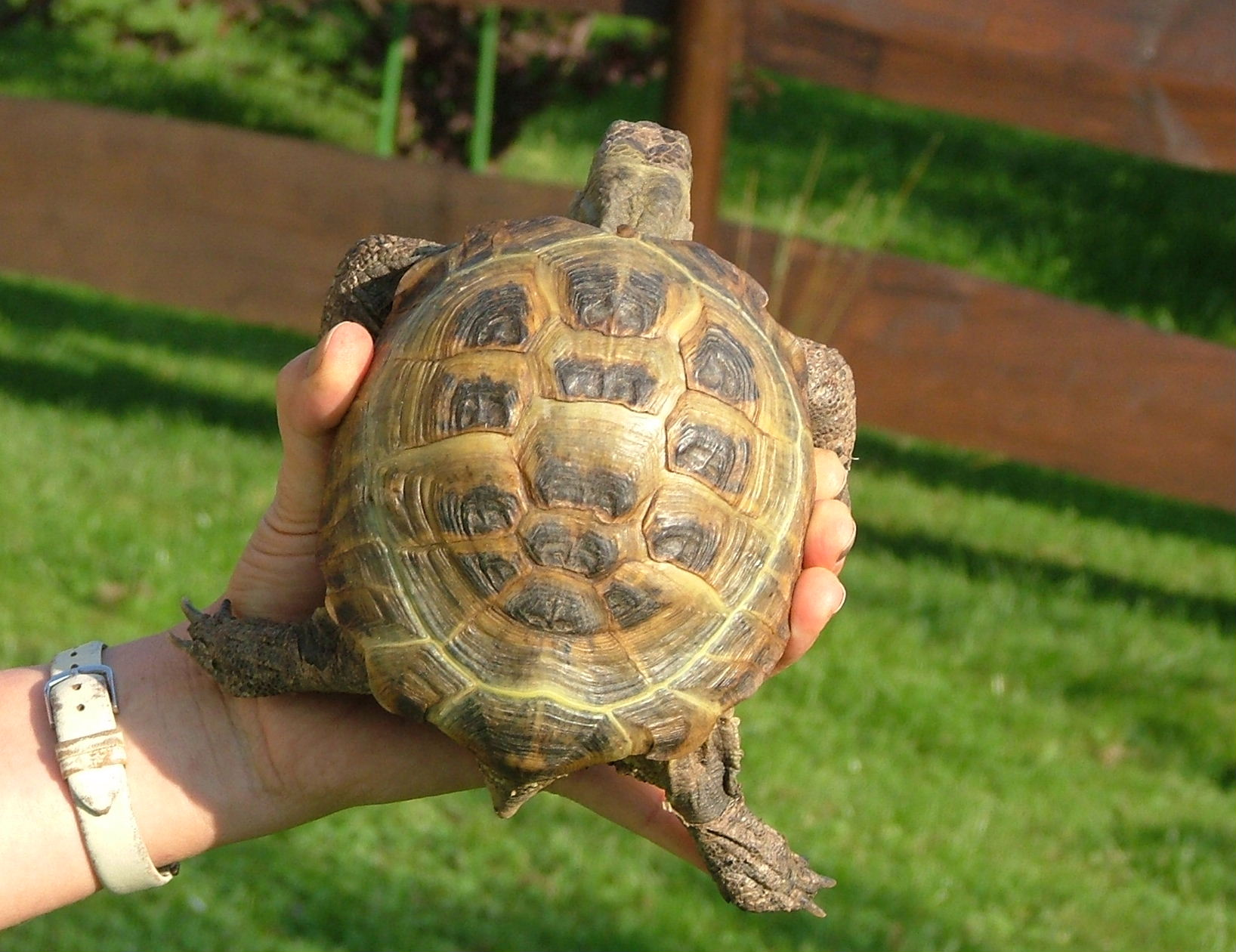
Die Zuwachsringe sind bei dieser Vierzehenschildkröte hellgrün
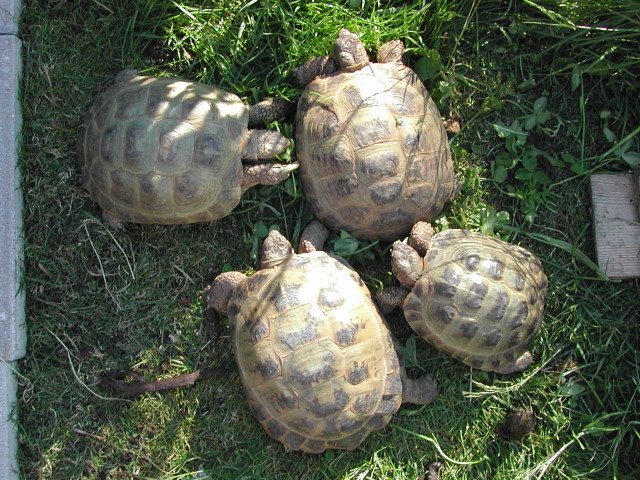
1,3 Agrionemys horsfieldii
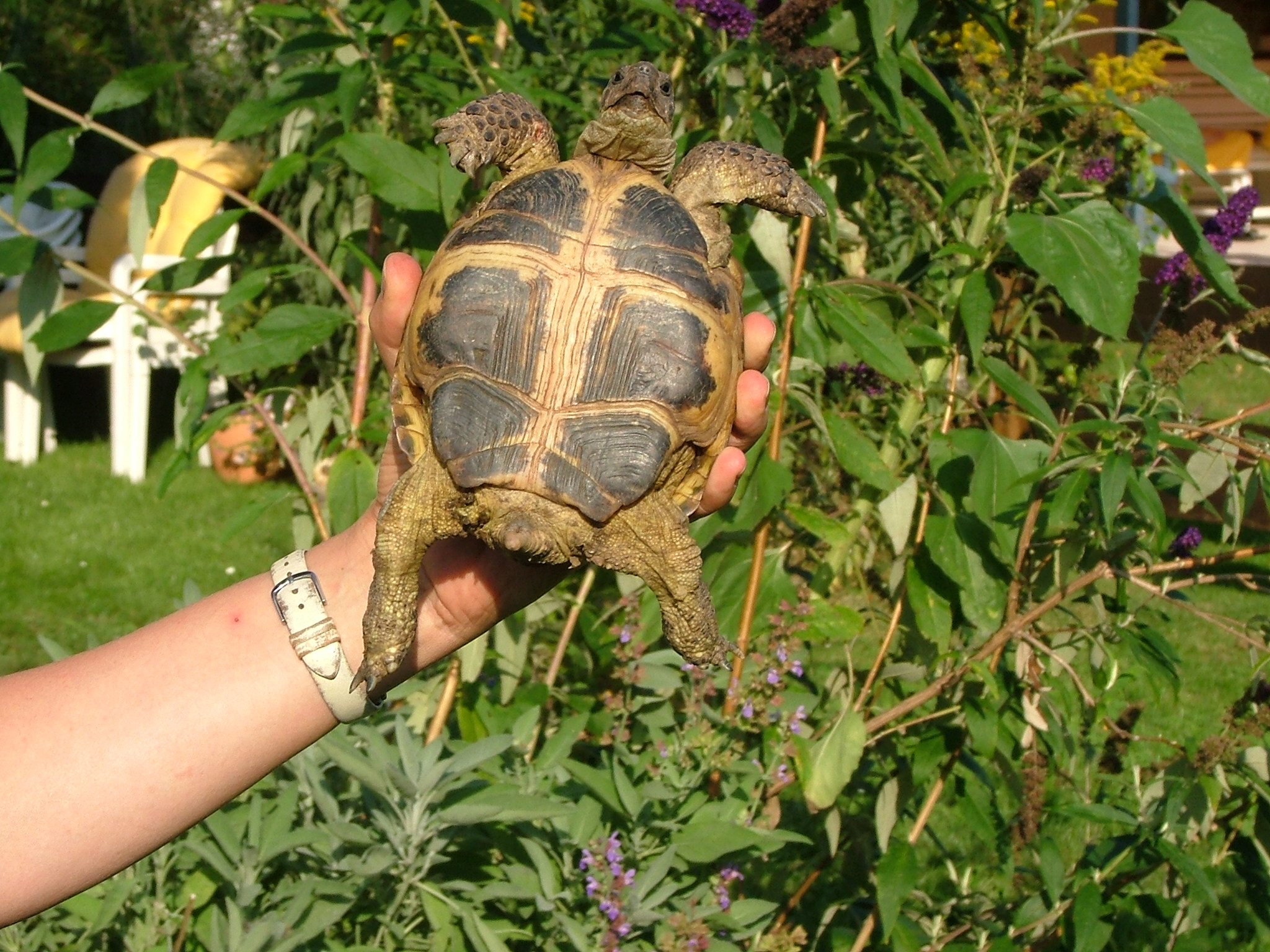
Der fast flächig schwarze Bauchpanzer ist typisch für viele Exemplare von Testudo horsfieldii

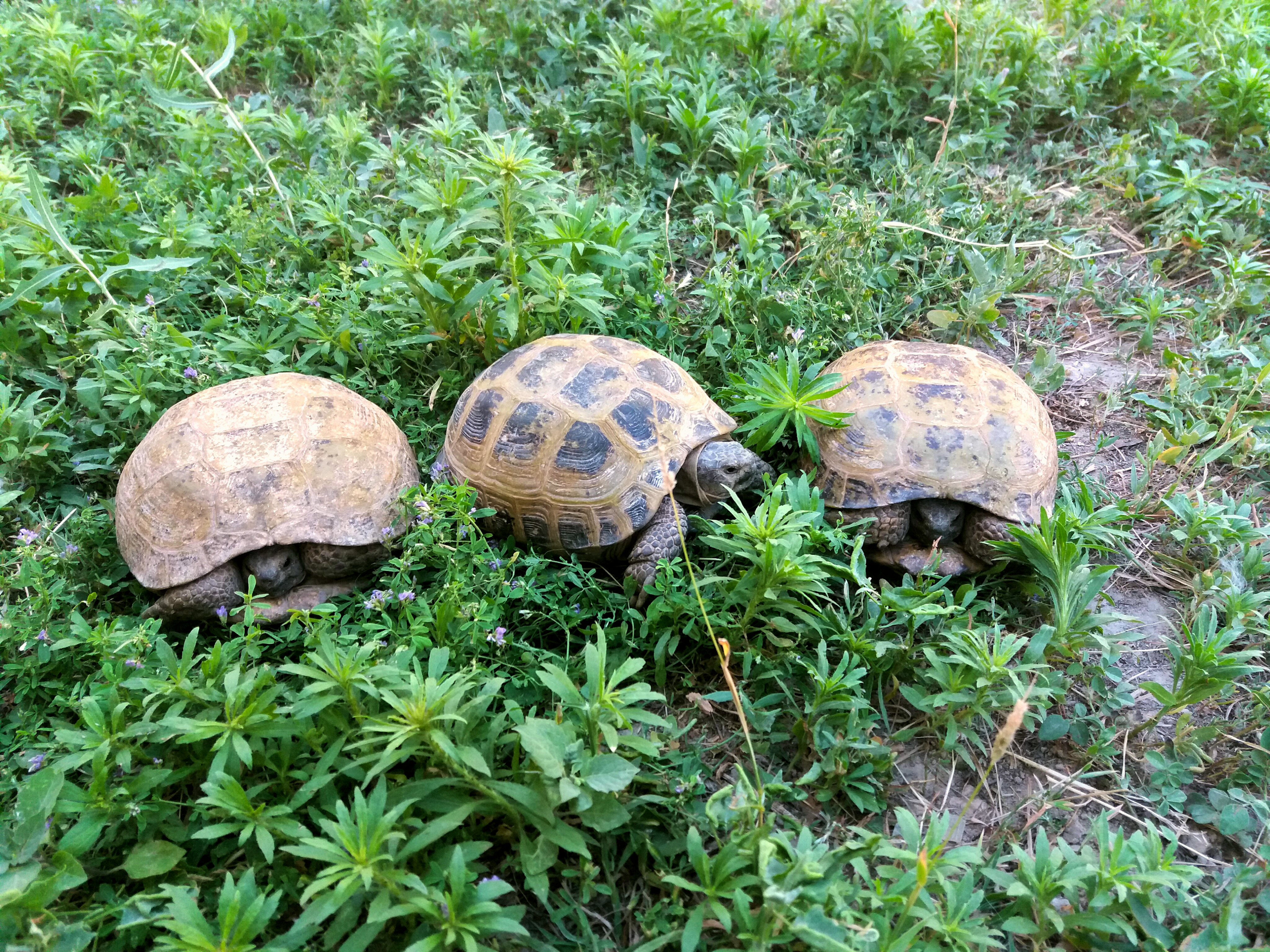
Männchen (Mitte) und zwei Weibchen